# Qoros 3
| Crashtest-Ergebnisse                 |                                 |
| Sterne im Euro-NCAP-Crashtest (2013) | 5 Sterne im Euro-NCAP-Crashtest |
| Insassenschutz                       | 95 %                            |
| Kindersicherheit                     | 78 %                            |
| Fußgängerschutz                      | 77 %                            |
| Aktive Sicherheit                    | 81 %                            |

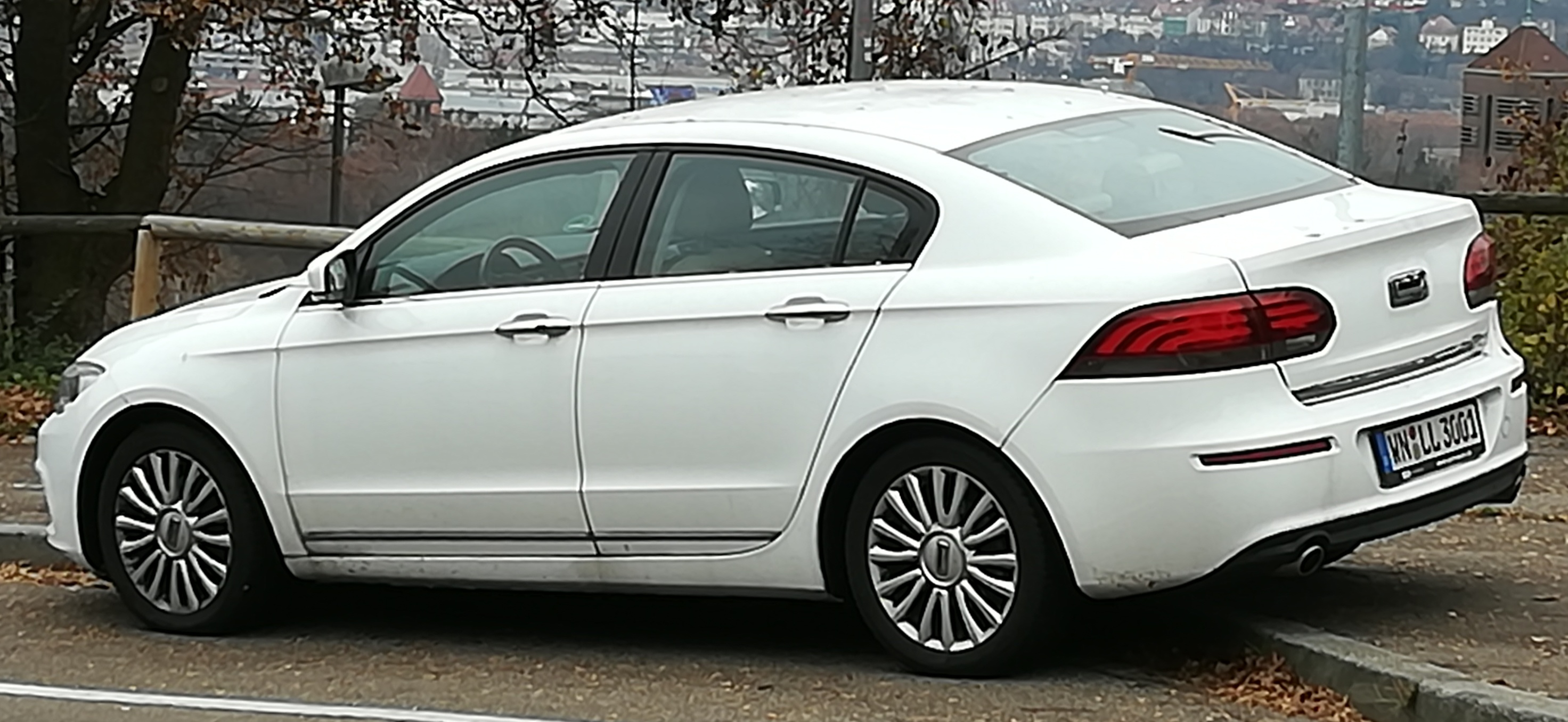
Heckansicht

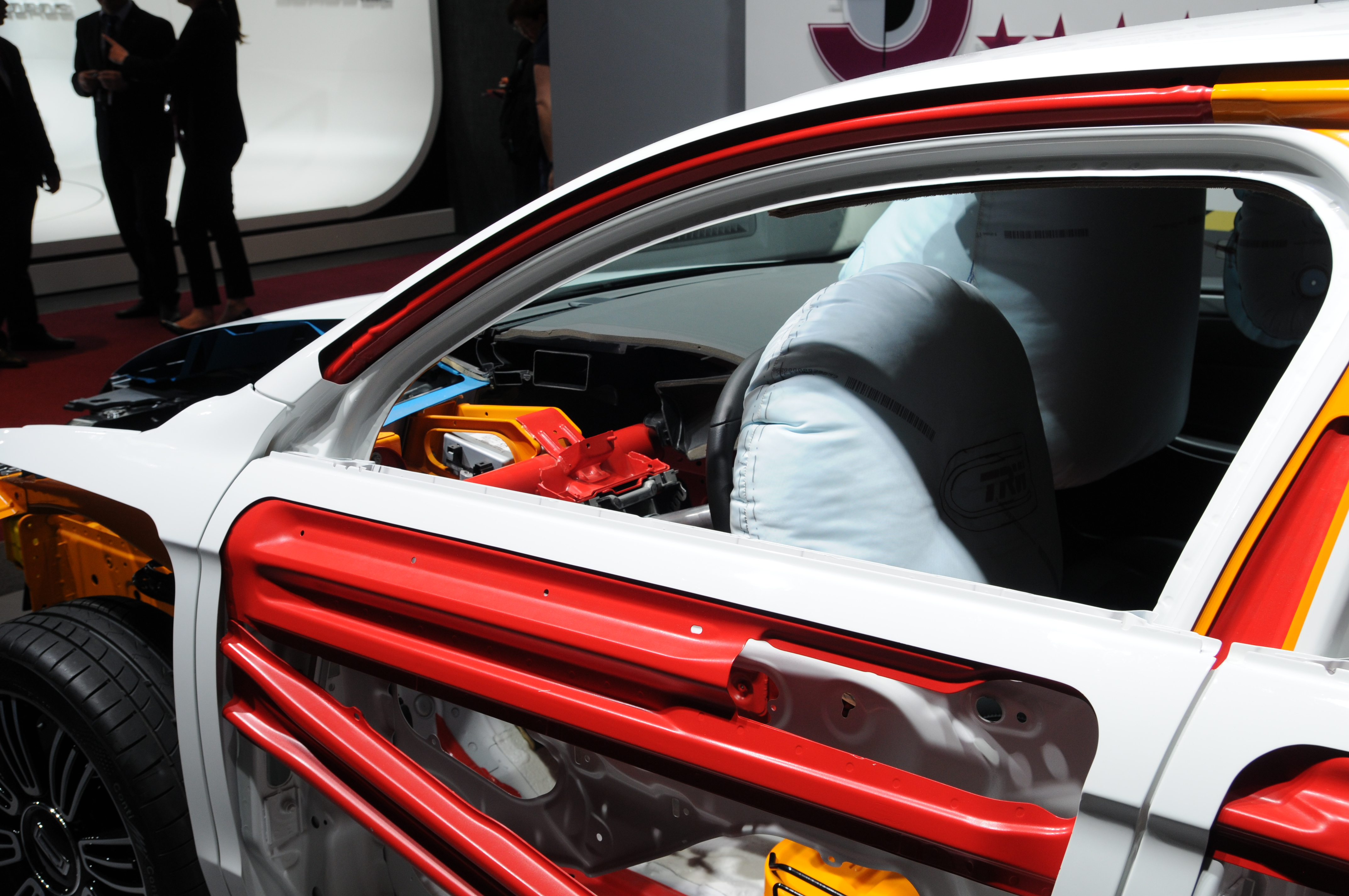
Sicherheitsstruktur

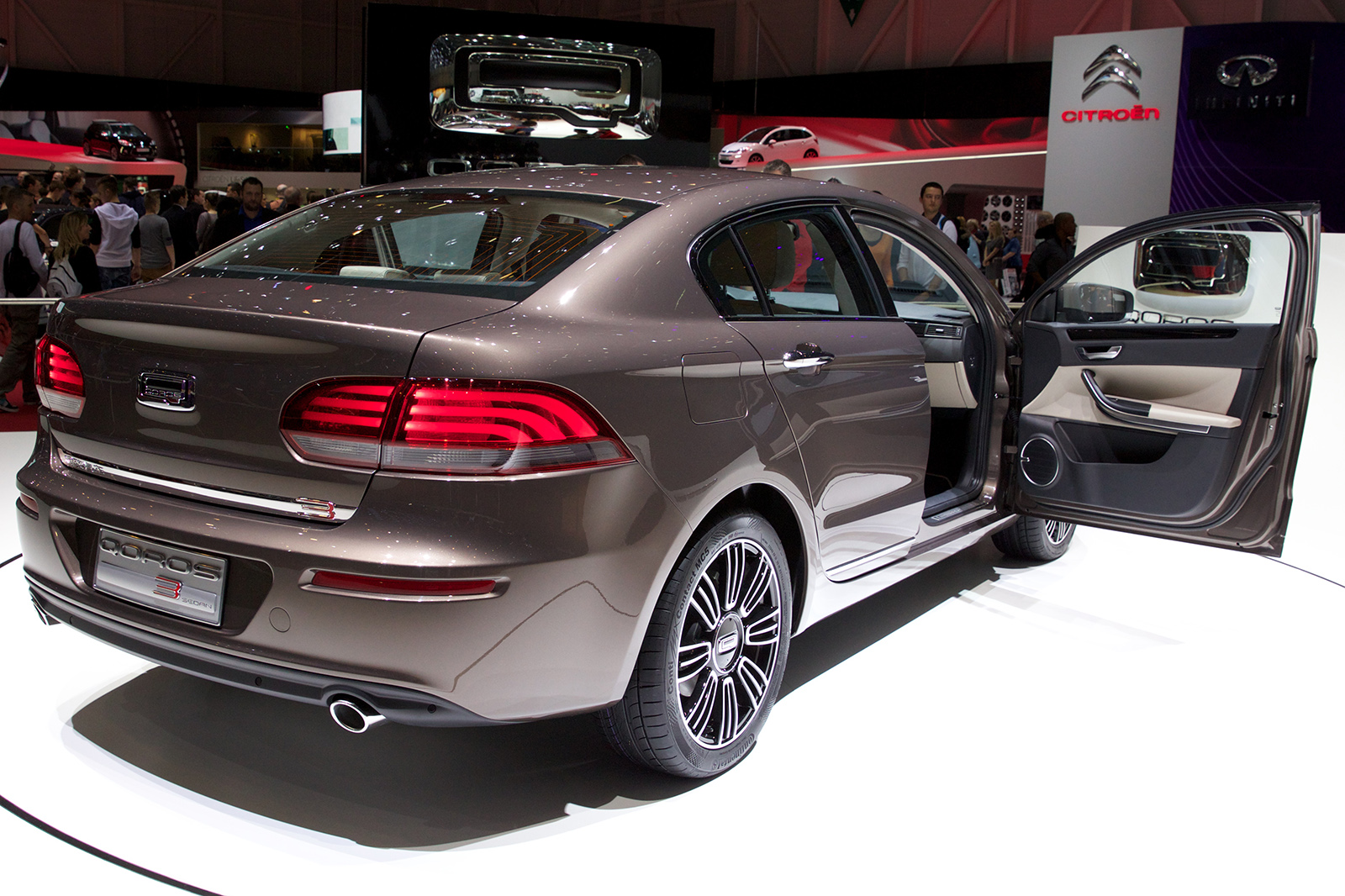
Leuchtengrafik, Interieureindruck

Der Qoros 3 ist das erste Pkw-Modell des chinesischen Automobilhersteller Qoros. Die viertürige Limousine wurde im März 2013 auf dem Genfer Auto-Salon vorgestellt. Ursprünglich hatte das Fahrzeug Q3 heißen sollen, was Audi untersagte. Verkaufsstart in China war Ende 2013; in Europa war der Wagen nur in der Slowakei erhältlich. Ende Oktober 2016 wurde auf dem Heimatmarkt die Crossover-Limousine 3 GT vorgestellt.
Im September 2017 wurde der Qoros 3 EV als erstes Elektrofahrzeug der Marke hergestellt.

## Spezifikation
Der Qoros 3 wird von einem Vierzylinder-1,6-Liter-Benziner in zwei Leistungsstufen angeboten. Dieser ist als 126-PS-Variante mit Saugmotor und 155 Nm Drehmoment sowie als Turbo-Version mit 156 PS und 210 Nm Drehmoment erhältlich. Beide Versionen haben serienmäßig ein Sechsgang-Schaltgetriebe. Ein Sechs-Gang-Doppelkupplungsgetriebe ist optional erhältlich.
Für zukünftige Modelle entwickelt Qoros zusammen mit AVL einen Dreizylinder-1,2-Liter-Turbomotor sowie einen neuen Vierzylinder-1,6-Liter-Turbomotor, beide mit Direkteinspritzung.
Die Karosserie stammt vom österreichischen Automobilhersteller Magna Steyr. Für das Design ist der deutsche Automobildesigner Gert Volker Hildebrand verantwortlich. Um hohe Qualität sicherzustellen, werden viele Komponenten von namhaften Zulieferern verwendet.

### Sicherheit
Im September 2013 erzielte der Qoros 3 als erstes chinesische Auto ein Fünf-Sterne-Ergebnis im Crashtest nach der Euro-NCAP-Norm. Im Test erhielt es eine 95-%-Wertung für den Schutz erwachsener Insassen, eine 87-%-Wertung beim Insassenschutz für Kinder, eine 77-%-Wertung für den Fußgängerschutz sowie eine 81-%-Wertung für seine Sicherheits-Assistenz-Systeme. Es gilt dahingehend als sicherstes getestetes chinesisches Auto.

## Technische Daten

### Karosserieversionen
|                       | Limousine                        | Schrägheck                       | City SUV                    | GT                          |
| Bauzeitraum           | 11/2013–08/2020                  | 06/2014–06/2019                  | 12/2014–06/2019             | 11/2016–06/2019             |
| Länge × Breite × Höhe | 4615–4627 mm × 1839 mm × 1445 mm | 4438–4450 mm × 1839 mm × 1445 mm | 4452 mm × 1854 mm × 1504 mm | 4633 mm × 1854 mm × 1509 mm |
| Radstand              | 2690 mm                          | 2690 mm                          | 2694 mm                     | 2705 mm                     |
| Leergewicht           | 1320–1410 kg                     | 1320–1410 kg                     | 1390–1430 kg                | 1390–1430 kg                |
| Tankinhalt            | 55 l                             | 55 l                             | 55 l                        | 55 l                        |

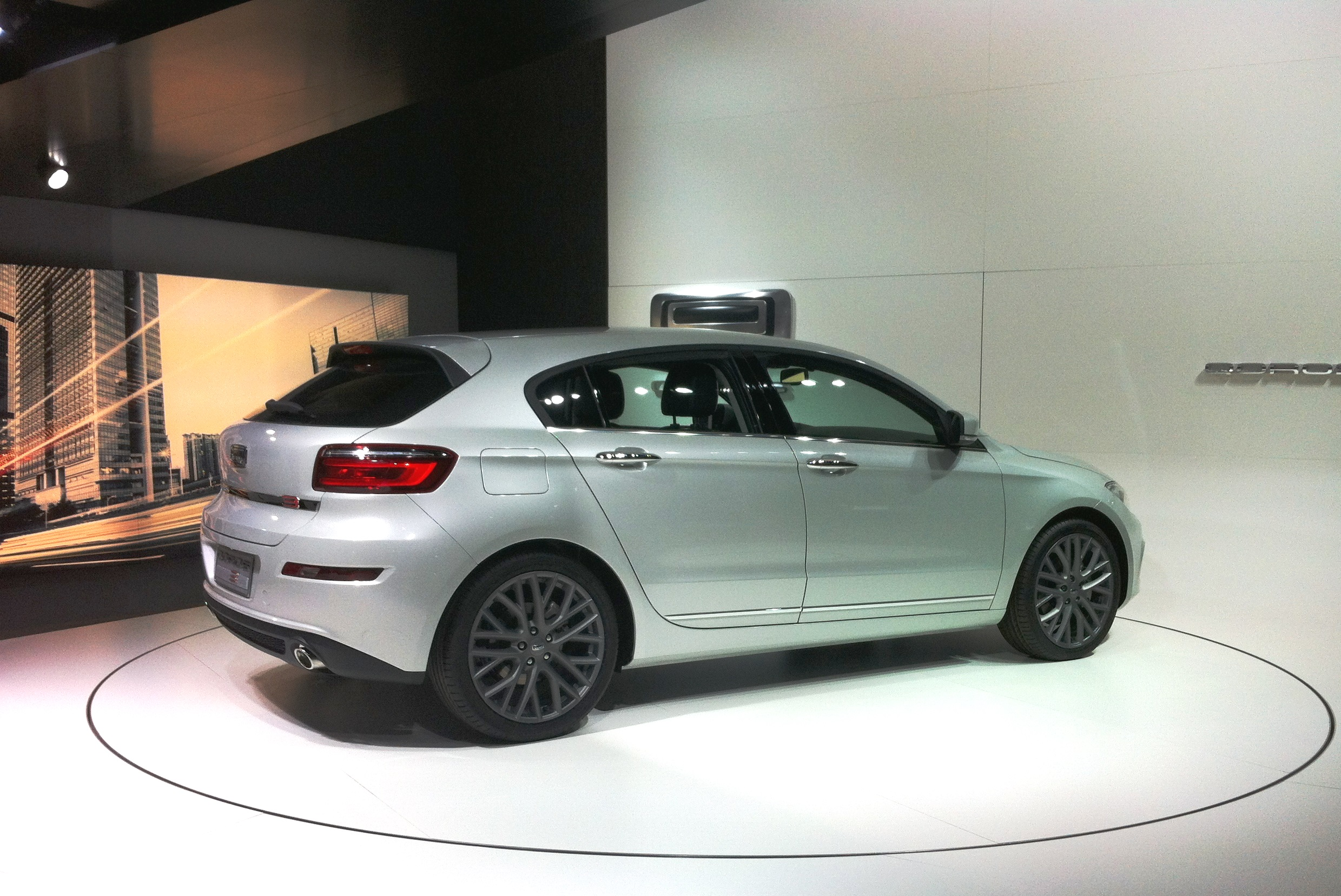
Qoros 3 Schrägheck
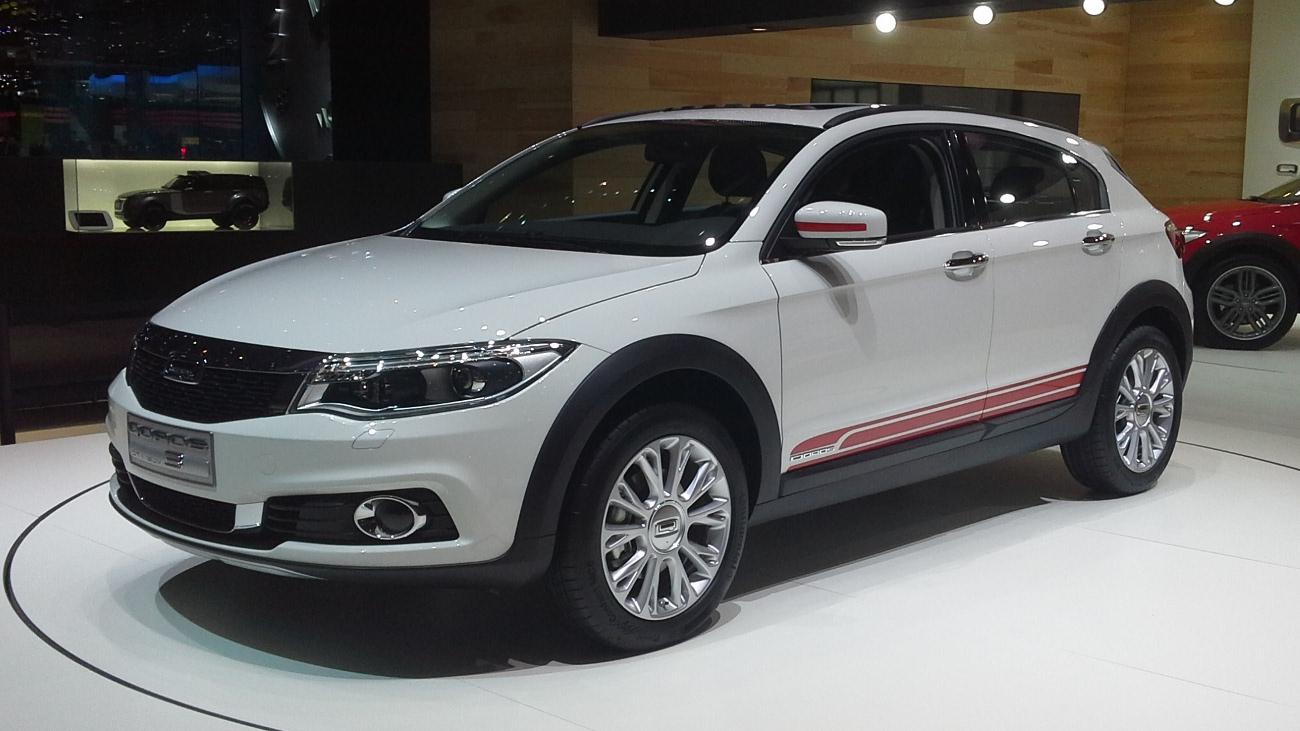
Qoros 3 City SUV
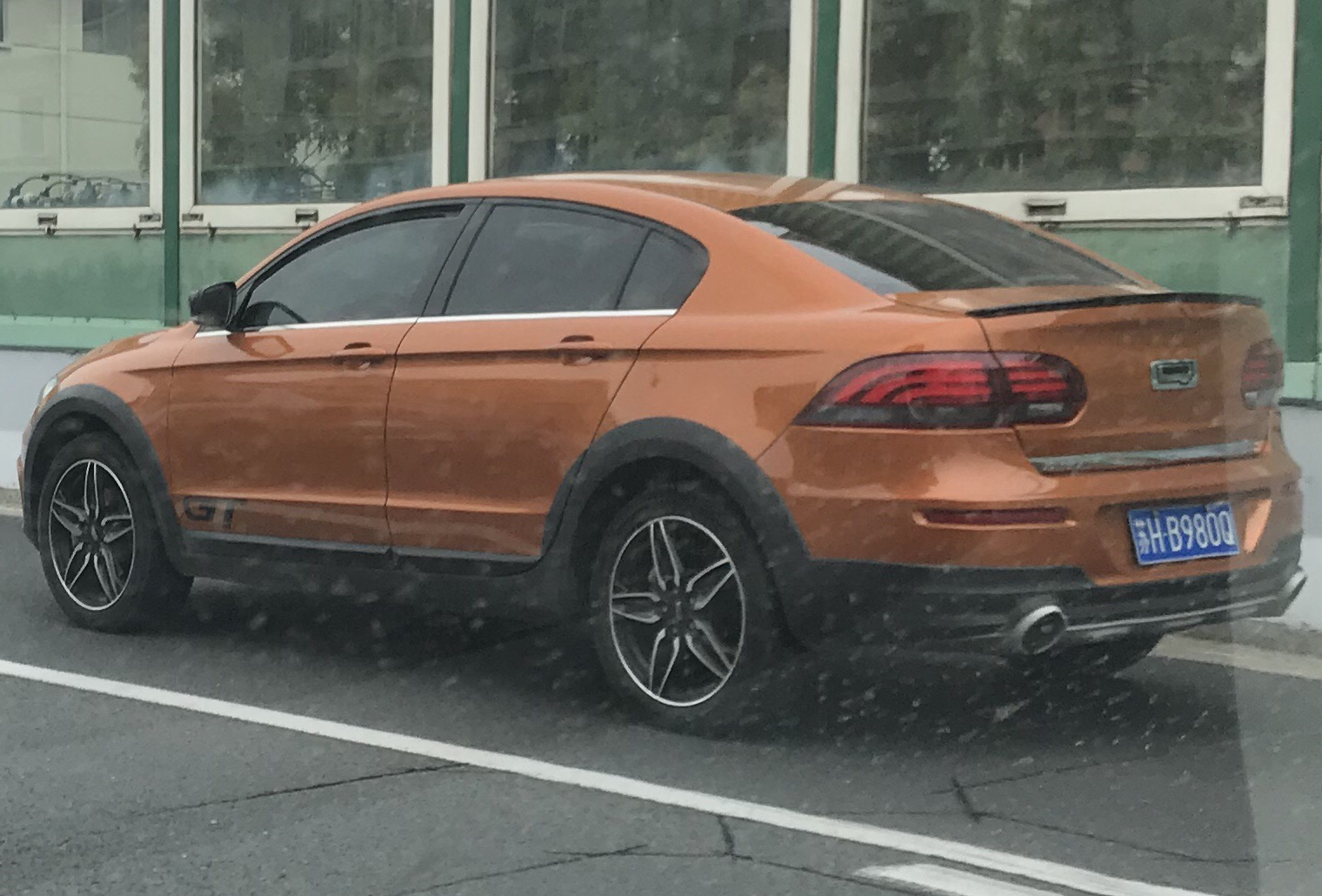
Qoros 3 GT

### Motoren
| Modell                       | 1.6                                         | 1.6 T                                                                                          |
| ---------------------------- | ------------------------------------------- | ---------------------------------------------------------------------------------------------- |
| Karosserieversionen          | Limousine, Schrägheck                       | Limousine, Schrägheck, City SUV, GT                                                            |
| Motortyp                     | R4-Ottomotor                                | R4-Ottomotor                                                                                   |
| Hubraum (cm³)                | 1598                                        | 1598                                                                                           |
| Max. Leistung (kW/PS)        | 93/126 bei 6150/min                         | 115/156 bei 5500/min                                                                           |
| Max. Drehmoment (Nm)         | 155 bei 3900/min                            | 230 bei 2500–4500/min                                                                          |
| Höchstgeschwindigkeit (km/h) | Limousine: 197 Schrägheck: 193              | Limousine: 217 Schrägheck: 210 City SUV: 205 (DCT: 208) GT: 210 (DCT: 211)                     |
| Beschleunigung (0–100 km/h)  | Limousine, Schrägheck: 11,6 s (DCT: 12,6 s) | Limousine, Schrägheck: 9,5–9,7 s City SUV: 9,3–10,1 s (DCT: 9,8–10,8 s) GT: 9,3 s (DCT: 9,8 s) |
| Getriebe (serienmäßig)       | 6-Gang-Schaltgetriebe                       | Limousine, Schrägheck: 6 Gang-Doppelkuppelungsgetriebe City SUV, GT: 6-Gang-Schaltgetriebe     |
| Getriebe (optional)          | 6-Gang-Doppelkuppelungsgetriebe             | City SUV, GT: 6-Gang-Doppelkuppelungsgetriebe                                                  |

## Konzeptmodelle
Konzeptmodelle sind:
- Qoros Flagship Concept (2012)
- Qoros HQ3 Cross (2012)
- Qoros 3 Cross Hybrid Concept (2013)
- Qoros 3 Estate Concept (2013)

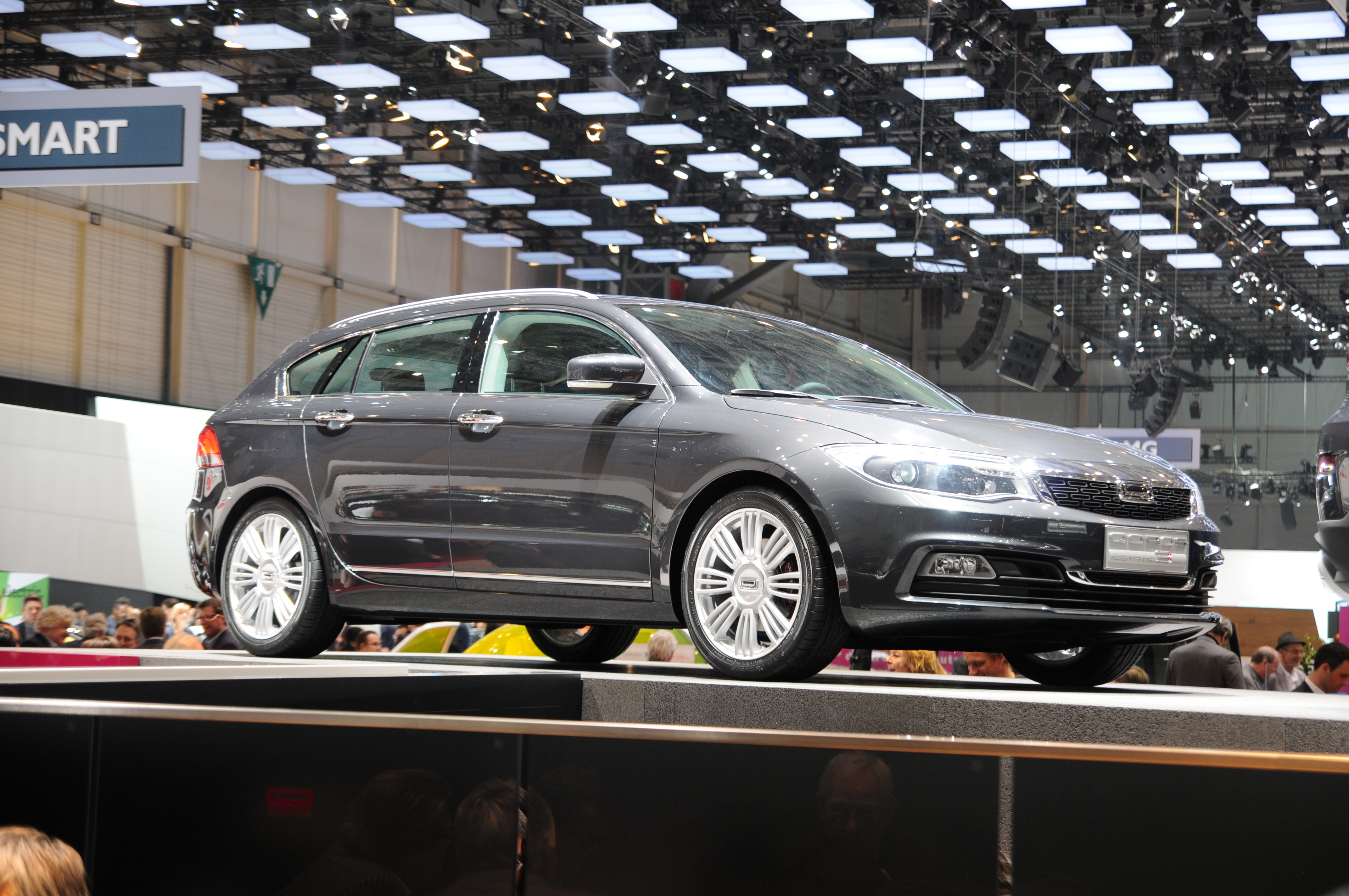
Qoros 3 Estate Concept